# 油酸锰
油酸锰是一种羧酸盐，化学式为Mn(C18H33O2)2。它可由油酸和四甲基氢氧化铵在甲醇中混合，再和氯化锰甲醇溶液反应制得。它可用于氧化锰(II)、硫化锰(II)、碳酸锰等纳米粒的合成。